# Andrea Pollack
Andrea Pollack (Schwerin, 8 mei 1961 - Berlijn, 11 maart 2019) was een Oost-Duits zwemster.

## Biografie
Pollack won tijdens de Olympische Zomerspelen van 1976 de gouden medaille op de 4×100 meter wisselslag in een wereldrecord, individueel won zij de gouden medaille op de 200m vrije slag in een olympisch record en won zij zilver op de 100m vlinderslag en de 4×100 meter vrije slag. Vier jaar later prolongeerde zij haar olympische titel op de 4×100 meter wisselslag.
Pollack overleed in 2019 aan de gevolgen van kanker.

## Internationale toernooien
| Jaar | Olympische Spelen                                                                                 | Wereldkampioenschappen                                  | Europese kampioenschappen                               |
| ---- | ------------------------------------------------------------------------------------------------- | ------------------------------------------------------- | ------------------------------------------------------- |
| 1976 | 17e 200m vrije slag · 100m vlinderslag · 200m vlinderslag · 4×100m vrije slag · 4×100m wisselslag |                                                         |                                                         |
| 1977 |                                                                                                   |                                                         | 100m vlinderslag · 200m vlinderslag · 4×100m wisselslag |
| 1978 |                                                                                                   | 100m vlinderslag · 200m vlinderslag · 4×100m wisselslag |                                                         |
| 1979 |                                                                                                   |                                                         |                                                         |
| 1980 | 100m vlinderslag · 4e 200m vlinderslag · 4×100m wisselslag                                        |                                                         |                                                         |

1968: Ada Kok ·
1972: Karen Moe ·
1976: Andrea Pollack ·
1980: Ines Geißler ·
1984: Mary T. Meagher ·
1988: Kathleen Nord ·
1992: Summer Sanders ·
1996: Susie O'Neill ·
2000: Misty Hyman ·
2004: Otylia Jędrzejczak ·
2008: Liu Zige ·
2012: Jiao Liuyang ·
2016: Mireia Belmonte ·
2020: Zhang Yufei ·
2024: Summer McIntosh
1960: Burke, Kempner, Schuler, von Saltza ·
1964: Ferguson, Goyette, Stouder, Ellis ·
1968: Hall, Ball, Daniel, Pedersen ·
1972: Belote, Carr, Deardurff, Neilson ·
1976: Richter, Anke, Pollack, Ender ·
1980: Reinisch, Geweniger, Pollack, Metschuck ·
1984: Andrews, Caulkins, Meagher, Hogshead ·
1988: Otto, Hörner, Weigang, Meißner ·
1992: Loveless, Nall, Ahmann-Leighton, Thompson ·
1996: Botsford, Beard, Martino, Van Dyken ·
2000: Bedford, Quann, Thompson, Torres ·
2004: Rooney, Jones, Thomas, Henry ·
2008: Seebohm, Jones, Schipper, Trickett ·
2012: Franklin, Soni, Vollmer, Schmitt ·
2016: Baker, King, Vollmer, Manuel ·
2020: K. McKeown, Hodges, E. McKeon, Campbell ·
2024: Smith, King, Walsh, Huske